# Râmnicelu (Buzău)
Râmnicelu é uma comuna romena localizada no distrito de Buzău, na região de Muntênia. A comuna possui uma área de 48.54 km² e sua população era de 4363 habitantes segundo o censo de 2007.